# قصبة (آلة موسيقية)
الڨصبة ، (التي تسمى أيضًا تمجة أو تمجة أوغانيم أو تيغانمت ) بين سكان المغرب العربي، آلة موسيقية نفخية تقليدية من عائلة الناي. أما الفرق بين الناي المشرقي والقصبة، هو أن الناي يعد أقصر بكثير من القصبة كما يُعزف الناي بطريقة عادية بالنفخ فيما ينفخ من جانب واحد نافخ القصبة.وهي عبارة عن ناي من القصب  مائل وذو مدخل هوائي مفتوح يستخدم بشكل رئيسي في موسيقى أولاد نايل العربية بالجزائر وهي الأكثر شيوعًا وأيضًا موسيقى الشاوي، وموسيقى العلاوي التقليدية بالغرب الجزائري، وموسيقى الريف بالمغرب (عرفة، الرقادة). توجد القصبة أيضًا في منطقة الأوراس وفي جزء كبير من شرق الجزائر، ومنطقة الزيبان والقطاع الوهراني والهضاب العليا، وفي المغرب في منطقة الريف وكذلك في معظم الجهة شرقية، كما توجد أيضًا في تونس في المناطق المتاخمة للأوراس.

## الصناعة والعزف
القصبة عبارة عن فلوت مائل وعلى هذا النحو، يتم عزفها عن طريق وضع الفلوت على جانب الفم. يتطلب إتقان الأداة سنوات من الممارسة. تصدر القصبة صوتًا أجشًا يحده الاهتزاز. يستخدم الحرفي لصنعها ساق قصب قوي ومرن. تشتهر منطقتا الأوراس والريف بجودة القصب.
تتميز القصبة بثقوبها التسعة، والتي تتوافق بشكل عام مع عدد الحلقات التي تتكون منها. قد يكون عدد هذه الثقوب أقل اعتمادًا على درجة اتقان العزف، تعد القصبات ذات السبع ثقوب شائعة.

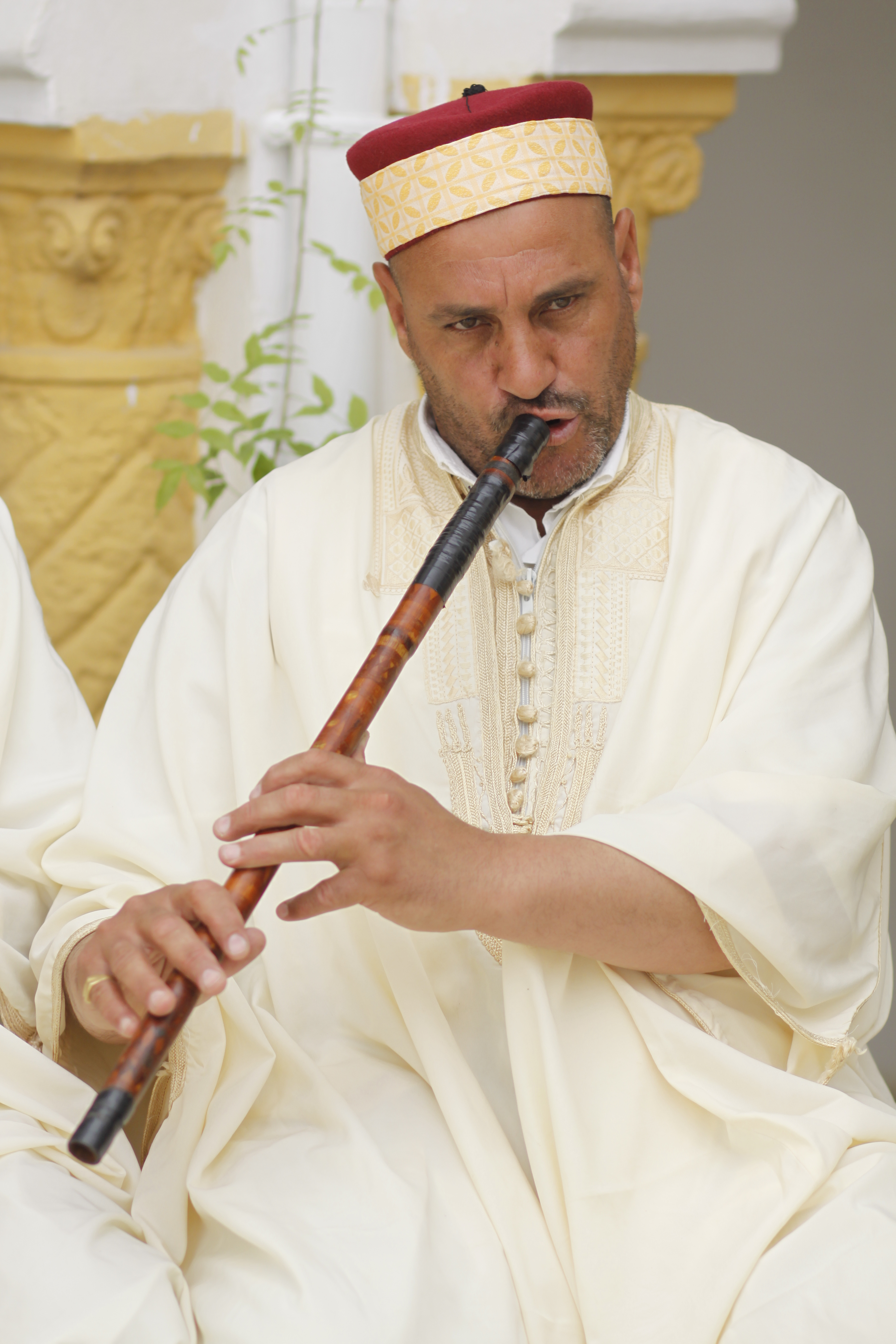
عازف قصبة بالمدية

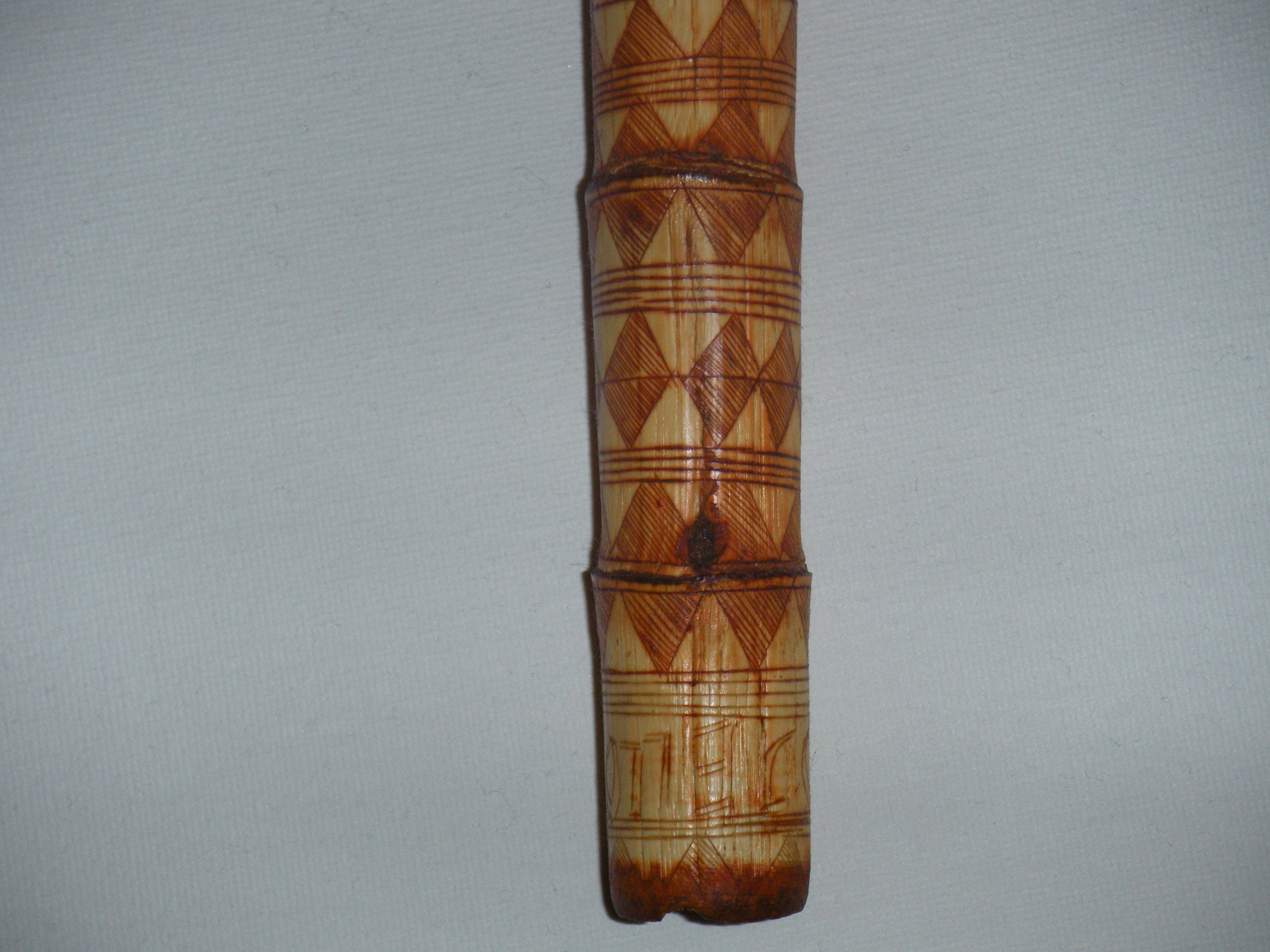
قصبة مع التوقيع

تعتبر قصبة الريف، الذي يُطلق عليها أيضًا اسم تمجة، أطول من الطراز الشاوي. في منطقة الريف، تعزف التامجة بطريقة أكثر حدة من غيرها. هذا يرجع بشكل خاص إلى طول القصبة.
في الموسيقى الجزائرية، لا تزال إلى اليوم ترافق موسيقيي الراي التقليديين. تشهد بلاد الشاوية (من عنابة إلى بسكرة عبر باتنة وسطيف وقالمة) أيضًا طفرة في استخدام القصبة مع المغنين الشباب الذين يدمجونها في الموسيقى الإلكترونية، مما خلق النوع الموسيقي المسمى «الشاوي الحديث» على عكس النمط «الشاوي التقليدي».

## روابط خارجية
- (بالإنجليزية) المادة
- بند